# Teiranes
Tiberi Juli Teiranes (llatí: Tiberius Julius Teiranes (grec antic: Τιβέριος Ἰούλιος Τειρανης), conegut amb el nom de Teiranes, va ser rei del Bòsfor al segle iii.
Era fill de Rescuporis IV al que va succeir cap a l'any 275. Va derrotar els gots en diverses batalles i va haver de fer front a un rival, el seu germà Sauromates IV entre els anys 275 i 276, al que finalment es creu que va associar al poder. Les relacions amb Roma es van deteriorar i es van produir alguns incidents. La seva dona es deia Èlia (Aelia) i amb ella va tenir un fill de nom Totorses (o Fofores). Es conserven algunes monedes amb la seva efigie i al revers l'efígie de l'emperador Marc Aureli Probe.
Segurament va ser enderrocat, potser l'any 279 per Quedosbi, el seu germà, que probablement representava els interessos romans.